# Лесное урочище Кристеров
«Лесно́е уро́чище Кри́стеров» (укр. «Лісове урочище Крістерів») — ботанический памятник природы местного значения, расположенный на территории Подольского района Киевского горсовета (Украина). Создан 14 октября 1997 года. Площадь — 0,7 га. Землепользователь — Институт пищевой химии.

## История
Ботанический памятник природы местного значения был создан решением Киевского горсовета № 1628 от 14 октября 1997 года с целью сохранения, охраны и использования в эстетических, воспитательных, природоохранных, научных и оздоровительных целях наиболее ценных экземпляров паркового строительства. На территории памятника природы запрещена любая хозяйственная деятельность, в том числе ведущая к повреждению природных комплексов.

## Описание
Памятник природы расположен в исторической местности Ветряные горы на территории Института пищевой химии (улица Осиповского, 2а), где ранее была усадьба садоводов Кристеров.

## Природа
Памятник природы представлен участком сохранившегося природного дубово-соснового леса. Кроме доминирующих пород деревьев встречаются также клён остролистный, липа европейская, береза повислая, рябина. Травяной ярус представлен видами ландыш майский, хвощ лесной, вероника дубравная, копытень европейский. Совместно с природными растут экзотические виды деревьев, среди которых наибольшую ценность представляют три 150-летних экземпляра бука лесного, столетние катальпа и клён остролистный формы Шведлера. Деревья бука лесного достигают высоты 30 м, а окружность ствола (на высоте 1,3 м) 6,2 м, 4,1 м, 3,3 м.